# Hypericum enshiense
Hypericum enshiense är en johannesörtsväxtart som beskrevs av L. H. Wu och F. S. Wang. Hypericum enshiense ingår i släktet johannesörter, och familjen johannesörtsväxter. Inga underarter finns listade i Catalogue of Life.